# Oonops sicorius
Oonops sicorius là một loài nhện trong họ Oonopidae.
Loài này thuộc chi Oonops. Oonops sicorius được Arthur M. Chickering miêu tả năm 1970.